# Hexarthrius nigritus
Hexarthrius nigritus — вид жуків з родини рогачів. Описаний у 1990 році. Поширений у Таїланді. Самці виростають до 8 см завдовжки.